# بهار (روزنامه)
روزنامه اصلاح طلب بهار از ۲۸ شهریور ۱۳۹۴ مجدداً و پس از حدود ۲ سال توقیف، فعالیت خود را آغاز کرد . در دوره جدید منصور قنواتی به عنوان صاحب امتیاز و سعید پورعزیزی رئیس شورای سیاست گذاری روزنامه می‌باشند. این روزنامه در سال ۱۳۷۳ مجوز گرفت اما در ۵ دوره انتشار قبلی خود عمر کوتاهی داشت.

## توقیف (فروردین ۱۳۸۹)
این روزنامه در ۳۰ فروردین ۱۳۸۹ و بعد از انتشار ۷۶ شماره، توقیف شد.

## توقیف (آبان ۱۳۹۲)
روزنامه بهار تا ۱ آبان ۱۳۹۲ به فعالیت خود ادامه داد تا اینکه در این روز در پی چاپ مقالهٔ نقادانه ای به علی بن ابی‌طالب، مسئولان روزنامه تصمیم به توقف چندروزه انتشار روزنامه گرفتند. این مطلب توهین‌آمیز در مقاله به نام «امام؛ پیشوای سیاسی یا الگوی ایمانی؟» به قلم علی‌اصغر غروی نوشته شده بود و مسئولان روزنامه بهار همزمان با توقف داوطلبانه چاپ روزنامه، دیدگاه نویسنده را ناهمسو با دیدگاه روزنامه اعلام کردند و از خوانندگان پوزش طلبیدند. این رویداد با واکنش بیژن نوباوه، عضو کمیسیون فرهنگی مجلس شورای اسلامی روبرو شد. وی در روز ۵ آبان در مصاحبه‌ای اعلام کرده‌است انتشار این مطلب درست در روز عید غدیر نمی‌توانسته اتفاقی انجام شود و باید به ماهیت اصلی چنین رفتاری پی برده شود. وی از تدوین نامه دعوت از وزیر فرهنگ و ارشاد اسلامی در صحن مجلس به منظور ارائه توضیحات در خصوص رفتار این روزنامه خبر داد و از ماموریت علی مطهری، عضو هیئت نظارت بر مطبوعات در خصوص پیگیری این موضوع خبر داد. این روزنامه در روز ۲ آبان همان سال (۲۸ اکتبر ۲۰۱۳) با رای هیئت نظارت بر مطبوعات توقیف شد. محمدرضا عارف از سیاستمداران اصلاح‌طلب ایران، این مقاله روزنامه را تقبیح کرد و اعلام کرد با خواندن آن مقاله متاثر شده‌است.

## راهپیمایی مردم نائین در اعتراض به روزنامه بهار
مردم شهرستان نائین و نمازگزاران جمعه این شهر در واکنش به امضای طوماری به نام مردم نائین در خصوص در خواست آزادی نویسنده مقاله روزنامه بهار، پس از اقامه نماز جمعه این شهر، راهپیمایی برگزار کردند.
نکته جالب توجه این راهپیمایی، برگزاری آن پس از حدود دوماه از انتشار این مقاله بوده‌است.